# 히가 유스케
히가 유스케(일본어: 比嘉 祐介, 1989년 5월 15일 ~ )는 일본의 전 축구 선수이다.

## 구단 경력
그는 2012년부터 2018년까지 J리그의 요코하마 F. 마리노스, 교토 상가 FC, 제프 유나이티드 지바, 도쿄 베르디에서 활동하였다.

## 국가대표팀 경력
그는 2010년 아시안 게임에 참가할 일본 U-23 국가대표팀에 발탁되었으며, 금메달 획득에 기여했다.